# WonderSwan Color

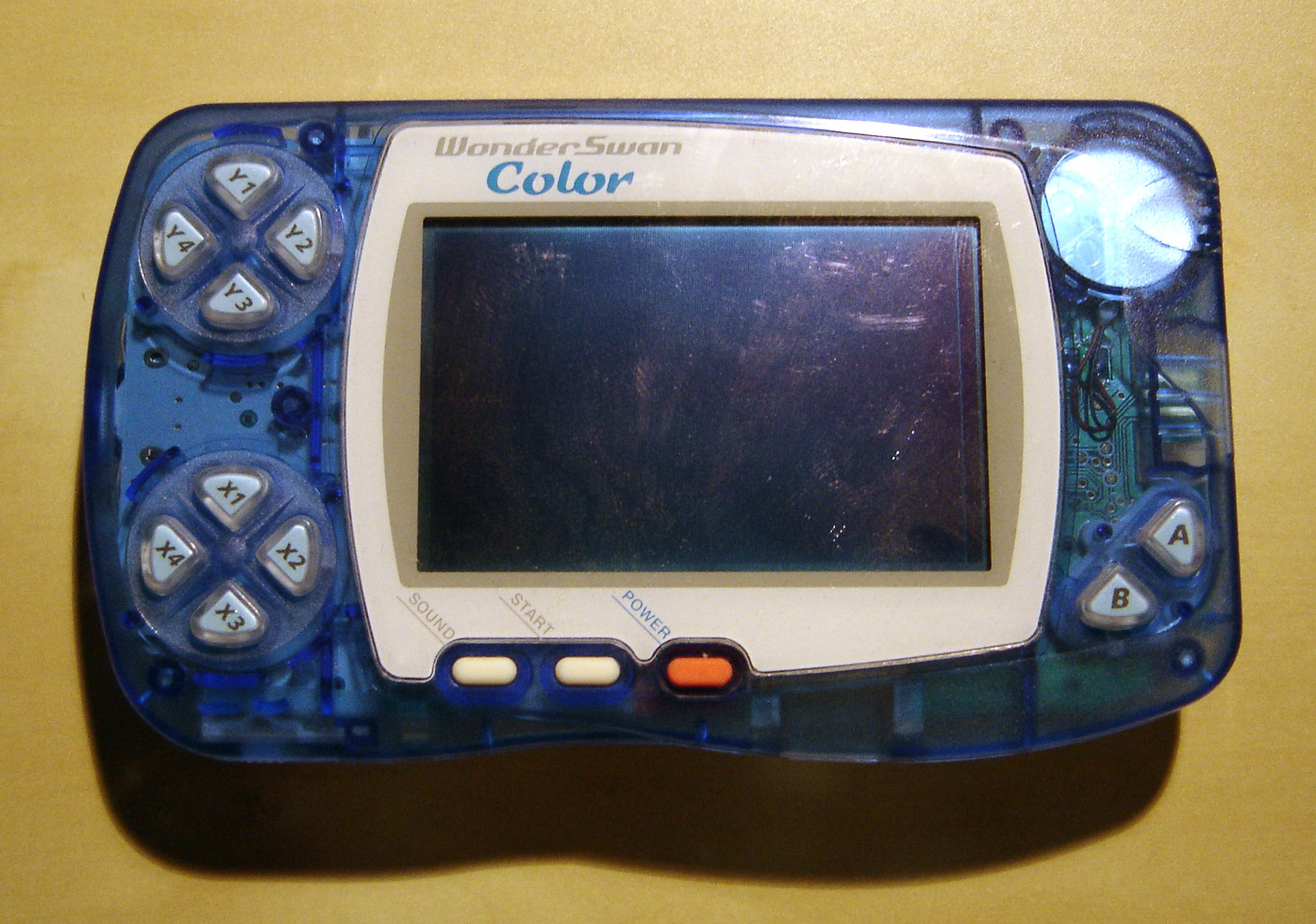
De WonderSwan Color.

De WonderSwan Color is een draagbare spelcomputer ontwikkeld door speelgoedfabrikant Bandai en is de opvolger van de WonderSwan. De spelcomputer werd in Japan uitgebracht op 30 december 2000 en kende een bescheiden succes.
De originele WonderSwan beschikte enkel over een zwart-wit scherm. Hoewel de WonderSwan Color slechts iets groter en zwaarder was (7 mm en 2 g) in vergelijking tot de originele WonderSwan beschikte de kleurenvariant over 512K RAM geheugen en een groter kleuren lcd-scherm. Bovendien zijn computerspellen die oorspronkelijk ontwikkeld waren voor de originele monochrome WonderSwan afspeelbaar op de WonderSwan Color.
Voor de lancering van de WonderSwan had Nintendo feitelijk een monopoliepositie op de Japanse draagbare spelcomputermarkt.
Na de lancering van de WonderSwan Color veroverde Bandai ongeveer 8% marktaandeel dat gedeeltelijk te danken was aan de relatief lage prijs (¥ 6800, destijds ongeveer $65 Amerikaanse dollars) van de WonderSwan Color.
Een bijkomende reden, dat bijdroeg aan het succes van de WonderSwan Color was dat Bandai een overeenkomst wist te sluiten met Square om de originele NES-serie Final Fantasy met verbeterde graphics te converteren naar de WonderSwan Color.
Nochtans, met de populariteit van de Game Boy Advance en de verzoening tussen Nintendo en Square verloor de WonderSwan Color en haar opvolger de SwanCrystal snel aan concurrentievoordeel.

## Technische specificaties
- Processor: SPGY-1002, een 16 bit-NEC V30MZ-kloon van 3072 Hz
- Geheugen: 512Kbit VRAM/WRAM (gedeeld)
- Scherm:
  - FSTN reflectieve lcd-scherm
  - 71 mm (2.8") diagonaal
  - geen backlight
  - resolutie: 224 x 144 beeldpunten
  - kleuren: 241 uit een palet van 4096 kleuren
- Geluid:
  - 4-kanaals digitaal stereogeluid
  - ingebouwde mono luidspreker of stereo met optionele hoofdtelefoon
- Aansluitingen:
  - link voor twee spelers (adapter noodzakelijk)
  - stereo hoofdtelefoon
  - cartridgepoort
- Cartridge capaciteit: ROM en/of RAM - maximaal 128Mbit
- Afmetingen: 128 x 74.3 x 243 mm
- Stroom(verbruik): één AA batterij (tot 20 uur speelduur)
- Gewicht: 95 g (3.35 oz) inclusief batterij
- Kenmerken:
  - zowel horizontaal als verticaal bespeelbaar
  - ingebouwde EEPROM met 31Kbit RAM om speldata op te slaan
  - meerdere niveaus van energiebesparing

## Zie verder
- WonderSwan
- SwanCrystal